# Louis François
Pour les articles homonymes, voir François.
Louis François, né le 24 juillet 1906 à Lavaveix-les-Mines et mort le 15 novembre 1986 à Donnemarie-Dontilly, est un lutteur gréco-romain français.

## Biographie
Louis François est médaillé de bronze olympique dans la catégorie des poids coqs aux Jeux olympiques d'été de 1932 qui se déroulent à Los Angeles.